# Возняк, Василий Яковлевич
Василий Яковлевич Возняк (род. 2 января 1944, Василевка, Винницкая область) — российский учёный, участник ликвидации последствий аварии на Чернобыльской АЭС. Доктор экономических наук, профессор. Внёс значительной вклад в разработку государственной политики и законодательной базы по преодолению последствий этой аварии.

## Биография
- 1944 — родился в селе Васильевка (Тывровский район, Винницкая область).
- 1957—1961 — студент Немировского строительного техникума.
- 1961—1962 — мастер, главный инженер Больше-Игнатовской районной межколхозной строительной организации (Мордовской АССР
- 1962—1967 — учащийся Львовского политехнического института.
- 1967—1970 — главный инженер, начальник строительного управления № 7 треста «Шаимгазстрой» в Тюменской области.
- 1970—1977 — инструктор, заместитель заведующего, заведующий отделом строительства Тюменского обкома КПСС.
- 1977—1978 — аспирант Академии общественных наук при ЦК КПСС.
- 1978—1986 — инструктор отдела тяжёлой промышленности и энергетики ЦК КПСС.
- 1986—1990 — заведующий Отделом ликвидации последствий аварии на Чернобыльской АЭС Бюро Совета министров СССР по топливно-энергетическому комплексу, затем — Государственной комиссии Совета министров СССР по чрезвычайным ситуациям.
- 1990—1992 — первый заместитель председателя Комитета по ликвидации последствий аварии на Чернобыльской АЭС в составе Совета министров СССР.
- 1992—1994 — председатель Государственного комитета РФ по социальной защите граждан и реабилитации территорий, пострадавших от чернобыльской и других радиационных катастроф.
- 24 января 1994 — 8 февраля 1996 — первый заместитель министра по делам гражданской обороны, чрезвычайным ситуациям и ликвидации последствий стихийных бедствий.